# Сенфорд (Мічиган)
Сенфорд (англ. Sanford) — селище (англ. village) в США, в окрузі Мідленд штату Мічиган. Населення — 813 особи (2020).

## Географія
Сенфорд розташований за координатами 43°40′41″ пн. ш. 84°23′8″ зх. д. / 43.67806° пн. ш. 84.38556° зх. д. (43.678174, -84.385543).  За даними Бюро перепису населення США в 2010 році селище мало площу 4,01 км², з яких 3,29 км² — суходіл та 0,71 км² — водойми.

## Демографія
Згідно з переписом 2010 року, у селищі мешкало 859 осіб у 369 домогосподарствах у складі 247 родин. Густота населення становила 214 особи/км².  Було 410 помешкань (102/км²).
Расовий склад населення:
| - 97,6 % — білих - 0,7 % — азіатів - 0,6 % — корінних американців - 0,1 % — чорних або афроамериканців |

До двох чи більше рас належало 0,6 %. Частка іспаномовних становила 2,6 % від усіх жителів.
За віковим діапазоном населення розподілялося таким чином: 21,4 % — особи молодші 18 років, 62,4 % — особи у віці 18—64 років, 16,2 % — особи у віці 65 років та старші. Медіана віку мешканця становила 43,6 року. На 100 осіб жіночої статі у селищі припадало 93,5 чоловіків;  на 100 жінок у віці від 18 років та старших — 95,7 чоловіків також старших 18 років.
Середній дохід на одне домашнє господарство  становив 61 171 долар США (медіана — 38 424), а середній дохід на одну сім'ю — 61 147 доларів (медіана — 44 375). Медіана доходів становила 50 455 доларів для чоловіків та 29 167 доларів для жінок. За межею бідності перебувало 24,1 % осіб, у тому числі 35,3 % дітей у віці до 18 років та 5,3 % осіб у віці 65 років та старших.
Цивільне працевлаштоване населення становило 406 осіб. Основні галузі зайнятості: освіта, охорона здоров'я та соціальна допомога — 18,7 %, виробництво — 15,3 %, роздрібна торгівля — 14,8 %.